# Primer ministro de Bélgica
El puesto de primer ministro de Bélgica existe desde 1830. Así el puesto de primer ministro tomó ese nombre tras el fin de la Primera Guerra Mundial, es decir desde la llegada de Léon Delacroix al poder, cuando el Rey de los Belgas dejó de presidir los Consejos de Ministros con regularidad. Anteriormente quienes ostentaban dicha posición llevaban el título de "jefe de gabinete". 
Los principales partidos políticos se escindieron en dos alas lingüísticas independientes (francesa y neerlandesa):

## Funciones
Además de coordinar las políticas gubernamentales, el primer ministro es responsable de la correcta ejecución del acuerdo de coalición . También preside las reuniones del Consejo de Ministros y gestiona los conflictos de competencias entre los ministros. Además, el primer ministro representa a la coalición gubernamental en público, tanto en el país como en el extranjero. Es el primer ministro quien mantiene contacto con el Rey y presenta la declaración de política del gobierno en el Parlamento . También puede solicitar al Parlamento un voto de confianza, que incluso puede llevar a la dimisión del gobierno en caso de un voto de censura constructivo. A menos que el primer ministro renuncie por un asunto personal, todo el gobierno renuncia cuando él o ella renuncia (aunque se mantiene en funciones hasta la proclamación de un nuevo primer ministro).
El primer ministro también representa a Bélgica en las diversas organizaciones internacionales, junto con el ministro de Relaciones Exteriores . Debido a la reforma estatal , el primer ministro adquirió una serie de tareas adicionales, como controlar las relaciones entre las distintas regiones y comunidades del país, y presidir el comité deliberativo que está integrado por los representantes gubernamentales de todas las entidades federativas.
Se espera, aunque no es obligatorio, que el primer ministro domine el francés y el holandés.

## Residencia
La oficina oficial del primer ministro se encuentra en el número 16 de la Rue de la Loi (Wetstraat en holandés, o "Calle de la Ley" en la traducción al castellano), situado entre muchos otros edificios notables del gobierno belga y de la Unión Europea en el centro de Bruselas y alrededor del Parque de Bruselas . La residencia incluye el Gabinete Federal Belga, la Cancillería y el Consejo de Ministros.
Funciona como el centro neurálgico de la política belga.

## Lista
|  |  | Louis de Potter (1786-1859) | 28 de septiembre de 1830 | 4 de noviembre de 1830 | Independiente | Comité central |

|  |  | Sylvain Van de Weyer (1802-1874) | 5 de noviembre de 1830 | 26 de febrero de 1831 | Liberal-social | Schimmelpenninck |

|                          |                          | Étienne Constantin de Gerlache (1785-1871)  | 26 de febrero de 1831               | 23 de marzo de 1831      | Partido Católico (Cat./Kat.)           | 1830                          | Lib. - Cat./Kat.                      |
|                          |                          | Joseph Lebeau (1794-1865)                   | 23 de marzo de 1831                 | 21 de julio de 1831      | Partido Liberal (Lib.)                 | 1831                          | Lib. - Ind.                           |
|                          |                          | Félix de Mûelenaere (1793-1862)             | 21 de julio de 1831                 | 17 de septiembre de 1832 | Partido Católico                       | -                             | Lib. - Cat./Kat.                      |
|                          |                          | Albert Goblet d'Alviella (1790-1873)        | 17 de septiembre de 1832            | 4 de agosto de 1834      | Partido Liberal                        | 1833                          | Cat./Kat. - Lib.                      |
|                          |                          | Barthélémy de Theux de Meylandt (1794-1874) | 4 de agosto de 1834                 | 18 de abril de 1840      | Partido Católico                       | 1835 1837 1839                | Cat./Kat.                             |
|                          |                          | Joseph Lebeau (1794-1865)                   | 18 de abril de 1840                 | 13 de abril de 1841      | Partido Liberal                        | -                             | Lib.                                  |
|                          |                          | Jean-Baptiste Nothomb (1805-1881)           | 13 de abril de 1841                 | 30 de julio de 1845      | Partido Católico                       | 1841 1843                     | Cat./Kat. - Lib.                      |
|                          |                          | Sylvain Van de Weyer (1802-1874)            | 30 de julio de 1845                 | 31 de marzo de 1846      | Partido Liberal                        | 1845                          | Cat./Kat. - Lib.                      |
|                          |                          | Barthélémy de Theux de Meylandt (1794-1874) | 31 de marzo de 1846                 | 12 de agosto de 1847     | Partido Católico                       | -                             | Cat./Kat.                             |
|                          |                          | Charles Rogier (1800-1885)                  | 12 de agosto de 1847                | 31 de octubre de 1852    | Partido Liberal                        | 1847 1848 1850 1852           | Lib.                                  |
|                          |                          | Henri de Brouckère (1801-1891)              | 31 de octubre de 1852               | 30 de marzo de 1855      | Partido Liberal                        | 1854                          | Lib.                                  |
|                          |                          | Pierre De Decker (1812-1891)                | 30 de marzo de 1855                 | 9 de noviembre de 1857   | Partido Católico                       | 1856                          | Lib. - Cat./Kat. (1855-1856)          |
| Lib. (1856-1857)         |                          | Pierre De Decker (1812-1891)                | 30 de marzo de 1855                 | 9 de noviembre de 1857   | Partido Católico                       | 1856                          |                                       |
|                          |                          | Charles Rogier (1800-1885)                  | 9 de noviembre de 1857              | 3 de enero de 1868       | Partido Liberal                        | 1857 1859 1861 1863 1864 1866 | Lib.                                  |
|                          |                          | Walthère Frère-Orban (1812-1896)            | 3 de enero de 1868                  | 2 de julio de 1870       | Partido Liberal                        | 1868                          | Lib.                                  |
|                          |                          | Jules d'Anethan (1803-1888)                 | 2 de julio de 1870                  | 7 de diciembre de 1871   | Partido Católico                       | Jun. 1870 Ago. 1870           | Cat./Kat.                             |
|                          |                          | Barthélémy de Theux de Meylandt (1794-1874) | 7 de diciembre de 1871              | 21 de agosto de 1874     | Partido Católico                       | 1872 1874                     | Cat./Kat.                             |
|                          |                          | Jules Malou (1810-1886)                     | 21 de agosto de 1874                | 19 de junio de 1878      | Partido Católico                       | 1876                          | Cat./Kat.                             |
|                          |                          | Walthère Frère-Orban (1812-1896)            | 19 de junio de 1878                 | 16 de junio de 1884      | Partido Liberal                        | 1878 1880 1882                | Lib.                                  |
|                          |                          | Jules Malou (1810-1886)                     | 16 de junio de 1884                 | 26 de octubre de 1884    | Partido Católico                       | 1884                          | Cat./Kat.                             |
|                          |                          | Auguste Beernaert (1829-1912)               | 26 de octubre de 1884               | 26 de marzo de 1894      | Partido Católico                       | 1886 1888 1890 1892           | Cat./Kat.                             |
|                          |                          | Jules de Burlet (1844-1897)                 | 26 de marzo de 1894                 | 25 de febrero de 1896    | Partido Católico                       | 1894                          | Cat./Kat.                             |
|                          |                          | Paul de Smet de Naeyer (1843-1913)          | 25 de febrero de 1896               | 24 de enero de 1899      | Partido Católico                       | 1896 1898                     | Cat./Kat.                             |
|                          |                          | Jules Vandenpeereboom (1843-1917)           | 24 de enero de 1899                 | 5 de agosto de 1899      | Partido Católico                       | -                             | Cat./Kat.                             |
|                          |                          | Paul de Smet de Naeyer (1843-1913)          | 5 de agosto de 1899                 | 2 de mayo de 1907        | Partido Católico                       | 1900 1902 1904 1906           | Cat./Kat.                             |
|                          |                          | Jules de Trooz (1857-1907)                  | 2 de mayo de 1907                   | 31 de diciembre de 1907  | Partido Católico                       | -                             | Cat./Kat.                             |
|                          |                          | François Schollaert (1851-1917)             | 31 de diciembre de 1907             | 17 de junio de 1911      | Partido Católico                       | 1908 1910                     | Cat./Kat.                             |
|                          |                          | Charles de Broqueville (1860-1940)          | 17 de junio de 1911                 | 18 de enero de 1916      | Partido Católico                       | 1912 1914                     | Cat./Kat.                             |
| 18 de enero de 1916      | 1 de junio de 1918       | Charles de Broqueville (1860-1940)          | Cat./Kat. - POB/BWP - PL/LP         |                          | Partido Católico                       | 1912 1914                     |                                       |
|                          |                          | Gérard Cooreman (1852-1926)                 | 1 de junio de 1918                  | 21 de noviembre de 1918  | Partido Católico                       | -                             | Cat./Kat. - POB/BWP - PL/LP           |
|                          |                          | Léon Delacroix (1867-1929)                  | 21 de noviembre de 1918             | 20 de noviembre de 1920  | Partido Católico                       | 1919                          | Cat./Kat. - POB/BWP - PL/LP           |
|                          |                          | Henri Carton de Wiart (1869-1951)           | 20 de noviembre de 1920             | 16 de diciembre de 1921  | Partido Católico                       | -                             | POB/BWP - Cat./Kat. - PL/LP           |
|                          |                          | Georges Theunis (1873-1966)                 | 16 de diciembre de 1921             | 13 de mayo de 1925       | Partido Católico (UCB/KVB)             | 1921                          | UCB/KVB - PL/LP                       |
|                          |                          | Aloys Van de Vyvere (1871-1961)             | 13 de mayo de 1925                  | 17 de junio de 1925      | Partido Católico                       | 1925                          | UCB/KVB                               |
|                          |                          | Prosper Poullet (1868-1937)                 | 17 de junio de 1925                 | 20 de mayo de 1926       | Partido Católico                       | -                             | POB/BWP - UCB/KVB                     |
|                          |                          | Henri Jaspar (1870-1939)                    | 20 de mayo de 1926                  | 21 de noviembre de 1927  | Partido Católico                       | 1929                          | POB/BWP - UCB/KVB - PL/LP             |
| 21 de noviembre de 1927  | 6 de junio de 1931       | Henri Jaspar (1870-1939)                    | UCB/KVB - PL/LP                     |                          | Partido Católico                       | 1929                          |                                       |
|                          |                          | Jules Renkin (1862-1934)                    | 6 de junio de 1931                  | 22 de octubre de 1932    | Partido Católico                       | -                             | UCB/KVB - PL/LP                       |
|                          |                          | Charles de Broqueville (1860-1940)          | 22 de octubre de 1932               | 20 de noviembre de 1934  | Partido Católico                       | 1932                          | UCB/KVB - PL/LP                       |
|                          |                          | Georges Theunis (1873-1966)                 | 20 de noviembre de 1934             | 25 de marzo de 1935      | Partido Católico                       | -                             | UCB/KVB - PL/LP                       |
|                          |                          | Paul van Zeeland (1893-1973)                | 25 de marzo de 1935                 | 24 de noviembre de 1937  | Partido Católico                       | 1936                          | UCB/KVB - POB/BWP - PL/LP             |
|                          |                          | Paul-Émile Janson (1872-1944)               | 24 de noviembre de 1937             | 15 de mayo de 1938       | Partido Liberal (PL/LP)                | -                             | POB/BWP - UCB/KVB - PL/LP             |
|                          |                          | Paul-Henri Spaak (1899-1972)                | 15 de mayo de 1938                  | 22 de febrero de 1939    | Partido Obrero Belga (POB/BWP)         | -                             | POB/BWP - UCB/KVB - PL/LP             |
|                          |                          | Hubert Pierlot (1883-1963)                  | 22 de febrero de 1939               | 18 de abril de 1939      | Partido Católico                       | 1939                          | POB/BWP - UCB/KVB                     |
| 18 de abril de 1939      | 3 de septiembre de 1939  | Hubert Pierlot (1883-1963)                  | UCB/KVB - PL/LP                     |                          | Partido Católico                       | 1939                          |                                       |
| 3 de septiembre de 1939  | 26 de septiembre de 1944 | Hubert Pierlot (1883-1963)                  | UCB/KVB - POB/BWP - PL/LP           |                          | Partido Católico                       | 1939                          |                                       |
| 26 de septiembre de 1944 | 12 de diciembre de 1944  | Hubert Pierlot (1883-1963)                  | UCB/KVB - POB/BWP - PL/LP - PCB/KPB |                          | Partido Católico                       | 1939                          |                                       |
| 12 de diciembre de 1944  | 12 de febrero de 1945    | Hubert Pierlot (1883-1963)                  | UCB/KVB - POB/BWP - PL/LP           |                          | Partido Católico                       | 1939                          |                                       |
|                          |                          | Achille van Acker (1898-1975)               | 12 de febrero de 1945               | 15 de junio de 1945      | Partido Obrero Belga                   |                               | UCB/KVB - POB/BWP - PL/LP - PCB/KPB   |
| 15 de junio de 1945      | 13 de marzo de 1946      | Achille van Acker (1898-1975)               | POB/BWP - PL/LP - PCB/KPB - UDB/BDU |                          | Partido Obrero Belga                   |                               |                                       |
|                          |                          | Paul-Henri Spaak (1899-1972)                | 13 de marzo de 1946                 | 31 de marzo de 1946      | Partido Socialista Belga (PSB/BSP)     | -                             | PSB/BSP                               |
|                          |                          | Achille van Acker (1898-1975)               | 31 de marzo de 1946                 | 3 de agosto de 1946      | Partido Socialista Belga               | 1946                          | PSB/BSP - PCB/KPB - PL/LP             |
|                          |                          | Camille Huysmans (1871-1968)                | 3 de agosto de 1946                 | 20 de marzo de 1947      | Partido Socialista Belga               | -                             | PSB/BSP - PCB/KPB - PL/LP             |
|                          |                          | Paul-Henri Spaak (1899-1972)                | 20 de marzo de 1947                 | 11 de agosto de 1949     | Partido Socialista Belga               | -                             | PSC/CVP - PSB/BSP                     |
|                          |                          | Gaston Eyskens (1905-1988)                  | 11 de agosto de 1949                | 8 de junio de 1950       | Partido Social-Cristiano (PSC/CVP)     | 1949                          | PSC/CVP - PL/LP                       |
|                          |                          | Jean Duvieusart (1900-1977)                 | 8 de junio de 1950                  | 16 de agosto de 1950     | Partido Social-Cristiano               | 1950                          | PSC/CVP                               |
|                          |                          | Joseph Pholien (1884-1968)                  | 16 de agosto de 1950                | 15 de enero de 1952      | Partido Social-Cristiano               | -                             | PSC/CVP                               |
|                          |                          | Jean Van Houtte (1907-1991)                 | 15 de enero de 1952                 | 23 de abril de 1954      | Partido Social-Cristiano               | -                             | PSC/CVP                               |
|                          |                          | Achille van Acker (1898-1975)               | 23 de abril de 1954                 | 26 de junio de 1958      | Partido Socialista Belga               | 1954                          | PSB/BSP - PL/LP                       |
|                          |                          | Gaston Eyskens (1905-1988)                  | 26 de junio de 1958                 | 6 de noviembre de 1958   | Partido Social-Cristiano               | 1958                          | PSC/CVP                               |
| 6 de noviembre de 1958   | 25 de abril de 1961      | Gaston Eyskens (1905-1988)                  | PSC/CVP - PL/LP                     |                          | Partido Social-Cristiano               | 1958                          |                                       |
|                          |                          | Théo Lefèvre (1914-1973)                    | 25 de abril de 1961                 | 28 de julio de 1965      | Partido Social-Cristiano               | 1961                          | PSC/CVP - PSB/BSP                     |
|                          |                          | Pierre Harmel (1911-2009)                   | 28 de julio de 1965                 | 19 de marzo de 1966      | Partido Social-Cristiano               | 1965                          | PSC/CVP - PSB/BSP                     |
|                          |                          | Paul vanden Boeynants (1919-2001)           | 19 de marzo de 1966                 | 17 de julio de 1968      | Partido Social-Cristiano               | -                             | PSC/CVP - PL/LP                       |
|                          |                          | Gaston Eyskens (1905-1988)                  | 17 de julio de 1968                 | 20 de enero de 1972      | Partido Social-Cristiano               | 1968 1971                     | PSC/CVP - PSB/BSP                     |
| 20 de enero de 1972      | 26 de enero de 1973      | Gaston Eyskens (1905-1988)                  | Partido Popular Cristiano (CVP)     | PSB/BSP - CVP - PSC      |                                        | 1968 1971                     |                                       |
|                          |                          | Edmond Leburton (1915-1997)                 | 26 de enero de 1973                 | 25 de abril de 1974      | Partido Socialista Belga               | -                             | PSB/BSP - CVP - PVV - PSC - PLP       |
|                          |                          | Leo Tindemans (1922-2014)                   | 25 de abril de 1974                 | 11 de junio de 1974      | Partido Popular Cristiano              | 1974 1977                     | CVP - PVV/PLP - PSC                   |
| 11 de junio de 1974      | 3 de junio de 1977       | Leo Tindemans (1922-2014)                   | CVP - PVV/PLP - PSC - RW            |                          | Partido Popular Cristiano              | 1974 1977                     |                                       |
| 3 de junio de 1977       | 20 de octubre de 1978    | Leo Tindemans (1922-2014)                   | PSB/BSP - CVP - PSC - VU - FDF      |                          | Partido Popular Cristiano              | 1974 1977                     |                                       |
|                          |                          | Paul vanden Boeynants (1919-2001)           | 20 de octubre de 1978               | 3 de marzo de 1979       | Partido Social-Cristiano (PSC)         | -                             | CVP - PS - SP - PSC - VU - FDF        |
|                          |                          | Wilfried Martens (1936-2013)                | 3 de marzo de 1979                  | 23 de enero de 1980      | Partido Popular Cristiano              | 1978                          | CVP - PS - SP - PSC - FDF             |
| 23 de enero de 1980      | 18 de mayo de 1980       | Wilfried Martens (1936-2013)                | CVP - PS - SP - PSC                 |                          | Partido Popular Cristiano              | 1978                          |                                       |
| 18 de mayo de 1980       | 22 de octubre de 1980    | Wilfried Martens (1936-2013)                | CVP - PS - SP - PSC - PVV - PRLW    |                          | Partido Popular Cristiano              | 1978                          |                                       |
| 22 de octubre de 1980    | 31 de marzo de 1981      | Wilfried Martens (1936-2013)                | CVP - PS - SP - PSC                 |                          | Partido Popular Cristiano              | 1978                          |                                       |
|                          |                          | Mark Eyskens (1933-)                        | 31 de marzo de 1981                 | 17 de diciembre de 1981  | Partido Popular Cristiano              | -                             | CVP - PS - SP - PSC                   |
|                          |                          | Wilfried Martens (1936-2013)                | 17 de diciembre de 1981             | 9 de mayo de 1988        | Partido Popular Cristiano              | 1981 1985 1987                | CVP - PVV - PRL - PSC                 |
| 9 de mayo de 1988        | 29 de septiembre de 1991 | Wilfried Martens (1936-2013)                | CVP - PS - SP - PSC - VU            |                          | Partido Popular Cristiano              | 1981 1985 1987                |                                       |
| 29 de septiembre de 1991 | 7 de marzo de 1992       | Wilfried Martens (1936-2013)                | CVP - PS - SP - PSC                 |                          | Partido Popular Cristiano              | 1981 1985 1987                |                                       |
|                          |                          | Jean Luc Dehaene (1940-2014)                | 7 de marzo de 1992                  | 12 de julio de 1999      | Partido Popular Cristiano              | 1991 1995                     | CVP - PS - SP - PSC                   |
|                          |                          | Guy Verhofstadt (1953-)                     | 12 de julio de 1999                 | 11 de julio de 2003      | Liberales y Demócratas Flamencos (VLD) | 1999 2003 2007                | VLD - PS - MR - SP.A - Ecolo - Groen  |
| 11 de julio de 2003      | 21 de diciembre de 2007  | Guy Verhofstadt (1953-)                     | VLD - PS - MR - SP.A                |                          | Liberales y Demócratas Flamencos (VLD) | 1999 2003 2007                |                                       |
| 21 de diciembre de 2007  | 20 de marzo de 2008      | Guy Verhofstadt (1953-)                     | CD&V - MR - PS - VLD - CDH          |                          | Liberales y Demócratas Flamencos (VLD) | 1999 2003 2007                |                                       |
|                          |                          | Yves Leterme (1960-)                        | 20 de marzo de 2008                 | 30 de diciembre de 2008  | Cristiano Demócrata y Flamenco (CD&V)  | -                             | CD&V - MR - PS - VLD - CDH            |
|                          |                          | Herman Van Rompuy (1947-)                   | 30 de diciembre de 2008             | 25 de noviembre de 2009  | Cristiano Demócrata y Flamenco         | -                             | CD&V - MR - PS - VLD - CDH            |
|                          |                          | Yves Leterme (1960-)                        | 25 de noviembre de 2009             | 6 de diciembre de 2011   | Cristiano Demócrata y Flamenco         | 2010                          | CD&V - MR - PS - VLD - CDH            |
|                          |                          | Elio Di Rupo (1951-)                        | 6 de diciembre de 2011              | 11 de octubre de 2014    | Partido Socialista (PS)                | -                             | PS - MR - CD&V - SP.A - VLD - CDH     |
|                          |                          | Charles Michel (1975-)                      | 11 de octubre de 2014               | 9 de diciembre de 2018   | Movimiento Reformador (MR)             | 2014                          | N-VA - MR - CD&V - VLD                |
| 9 de diciembre de 2018   | 27 de octubre de 2019    | Charles Michel (1975-)                      | MR - CD&V - VLD                     |                          | Movimiento Reformador (MR)             | 2014                          |                                       |
|                          |                          | Sophie Wilmès (1975-)                       | 27 de octubre de 2019               | 1 de octubre de 2020     | Movimiento Reformador                  | 2019                          | MR - CD&V - VLD                       |
|                          |                          | Alexander de Croo (1975-)                   | 1 de octubre de 2020                | 3 de febrero de 2025     | Liberales y Demócratas Flamencos       | -                             | PS - MR - Ec. - CD&V - VLD - V. - Gr. |
|                          |                          | Bart De Wever (1970-)                       | 3 de febrero de 2025                | En el cargo              | Nueva Alianza Flamenca (N-VA)          | 2024                          | N-VA - MR - LE - V. -CD&V             |